# Komařice
Komařice település Csehországban, a České Budějovice-i járásban. Komařice Strážkovice, Střížov, Trhové Sviny, Římov és Mokrý Lom településekkel határos. Lakosainak száma 371 fő (2024. január 1.).

## Népesség
A település lakosságának változását az alábbi diagram mutatja:
| Lakosok száma | 725  | 829  | 753  | 509  | 352  | 243  | 332  | 339  | 357  | 371  |
|               | 1869 | 1890 | 1921 | 1950 | 1980 | 2001 | 2017 | 2019 | 2022 | 2024 |